# EKS (Boverket)
Boverkets föreskrifter och allmänna råd om tillämpning av europeiska konstruktionsstandarder, EKS, innehåller regler för hur Eurokoderna får skall tillämpas vid dimensionering av byggnader i Sverige och ges ut av Boverket. Tillämpningen av Eurokoderna för dimensionering av broar regleras i 
Transportstyrelsens föreskrifter och allmänna råd om tillämpning av eurokoder som ges ut av Transportstyrelsen.
BSB ersätter EKS från och med den 1 juli 2025, med en övergångsperiod till och med 1 juli 2026, under vilken både BSB och EKS får tillämpas.
I PBL, PBF, BBR och EKS finns samhällets minimikrav på det som byggs.